# Troupes de missiles et d'artillerie russes
Les troupes de missiles et d'artillerie (en russe : Ракетные войска и артиллерия Российской Федерации, « forces de missiles et d'artillerie de la fédération de Russie » ; abrégé РВиА en russe, qui se transcrit RViA) sont une composante des forces terrestres russes, utilisées principalement lors d'opérations interarmes. Ils sont conçus pour effectuer les tâches principales suivantes :
- obtenir et conserver la supériorité du feu sur l'ennemi ;
- défaite de ses moyens d'attaque nucléaire, de ses effectifs, de ses armes, de ses équipements militaires et spéciaux ;
- perturbation des troupes et des systèmes de contrôle des armes, de reconnaissance et de guerre électronique ;
- destruction d'installations de défense à long terme et d'autres infrastructures ;
- perturbation de la logistique opérationnelle et militaire ;
- affaiblissement et isolement des deuxièmes échelons et réserves de l'ennemi ;
- destruction des chars et autres véhicules blindés de l'ennemi pénétrant dans la profondeur de la défense ;
- couverture des flancs ouverts et des jonctions ;
- participation à la destruction d'avions et de forces d'assaut amphibies de l'ennemi ;
- exploitation minière à distance de zones et d'installations ;
- soutien léger des actions nocturnes des troupes;
- écran de fumée, aveuglement des cibles ennemies ;
- distribution de matériel de propagande, etc.

Sur le plan organisationnel, ces troupes se compose de brigades de missiles, de lance-roquettes et d'artillerie, y compris des bataillons d'artillerie mixtes de haute puissance, des régiments d'artillerie de lance-roquettes, des bataillons de reconnaissance séparés, ainsi que de l'artillerie de brigades interarmes et de bases militaires. Le développement de l'artillerie russe est mis en œuvre au moyen de la création d'unités de tir de reconnaissance, y compris sur une base provisoire, assurant le ciblage en temps réel, l'équipement des formations et des unités avec des armes de haute précision, augmentation de la portée de tir et de la puissance des munitions utilisées, et automatisation des processus de préparation et de tir.
Parmi les plus anciennes branches de combat des forces terrestres avec une histoire remontant à 1392, son anniversaire s'appelle le jour des troupes de missiles et de l'artillerie, le 27 novembre, en l'honneur des artilleurs et des opérateurs MRL qui, en 1942, ont tiré les premiers coups de feu des contre-attaques d'artillerie pendant la longue bataille de Stalingrad contre la sixième armée allemande.

## Organisation actuelle
Autrefois, notamment durant la Seconde Guerre mondiale, disposant de plusieurs divisions d'artillerie (appelée les « divisions de rupture »), utilisées pour percer le front adverse lors des offensives, il en reste encore une, la 18e division de mitrailleuses et d'artillerie dans le district militaire est, mais qui est en fait une unité statique, retranchée sur les îles Kouriles et Sakhaline. L'essentiel de l'artillerie russe est répartie dans des brigades (d'artillerie, de lance-roquettes ou de missiles) dépendantes des districts et des armées, dans des régiments d'artillerie (armés de canons automoteurs et/ou de canons remorqués) intégrées dans les divisions, ainsi que dans les bataillons d'artillerie (d'obusiers, de lance-roquettes ou antichars) de chaque brigade et régiment de chars et de fusiliers motorisés.
Une brigade d'artillerie (théoriquement 1 000 personnes, plutôt 500 pour une brigade de missiles ou de lance-roquettes) regroupe quatre bataillons d'artillerie et une compagnie de drones.
Un bataillon d'artillerie automotrice (environ 211 personnes et 18 canons) est composé de trois batteries (chacune de six canons), d'un peloton de contrôle de tirs (observateurs d'artillerie, radars de contre-batterie, unité topographie et transmissions) et d'un peloton de soutien (maintenance, transport, cuisine et hygiène).

### Régiments d'artillerie divisionnaires
- 8e régiment d'artillerie, unité n° 87714, à Perevalne, créé en novembre 2014 (intégré dans le 22e corps) ;
- 46e régiment de mitrailleuses et d'artillerie, sur Kounachir, une des îles Kouriles (appartenant à la 18e division) ;
- 49e régiment de mitrailleuses et d'artillerie, sur Itouroup, une autre des îles Kouriles (aussi de la 18e division) ;
- 50e régiment d'artillerie automotrice de la Garde (d'entraînement), no 53185, à Khankala (au sein de la 42e division) ;
- 99e régiment d'artillerie automotrice de la Garde Pomeranski (« de Poméranie », titre honorifique décerné pour sa participation à l'offensive de Poméranie orientale en février-mars 1945), no 91727, à Bogoutchar (dépendant de la 3e division) ;
- 147e régiment d'artillerie automotrice de la Garde Simferopolski (« de Simferopol », référence à l'offensive de Crimée en avril 1944), no 73966, à Kalininets (sous la 2e division) ;
- 275e régiment d'artillerie automotrice, no 73941, à Naro-Fominsk (subordonné à la 4e division) ;
- 381e régiment d'artillerie de la Garde Varszawski (« de Varsovie », pour sa conquête en janvier 1945), no 24390, à Novotcherkassk (intégré dans la 150e division) ;
- 400e régiment d'artillerie automotrice de la Garde Transilvanski (« de Transylvanie », renvoyant à sa conquête en août-septembre 1944), no 15871, à Tchebarkoul (de la 90e division) ;
- 856e régiment d'artillerie automotrice de la Garde, no 23857, à Ielnia (aux ordres de la 144e division) ;
- 872e régiment d'artillerie automotrice (d'entraînement), no 75234, à Sergueïevka dans le kraï du Primorié (soumis à la 127e division) ;
- 944e régiment d'artillerie automotrice de la Garde Tchernivtsko-Gneznoski (« de Tchernovtsy et de Gniezno », pour sa participation aux offensives Dniepr-Carpates et Vistule-Oder), près de Volgograd (de la 20e division) ;
- 1065e régiment d'artillerie de la Garde, no 62297, à Kostroma (subalterne de la 98e division) ;
- 1140e régiment d'artillerie de la Garde, no 45377, à Pskov (tributaire de la 76e division) ;
- 1141e régiment d'artillerie de la Garde, no 40515, à Anapa (obéissant à la 7e division) ;
- 1182e régiment d'artillerie de la Garde, no 93723, à Iefremov (intégré dans la 106e division).

### Brigades d'artillerie
- 9e brigade d'artillerie de la Garde Kelecko-Berlinskaïa (« de Keltse et Berlin », pour sa participation à l'offensive Vistule-Oder en janvier 1945 et à la bataille de Berlin en avril 1945), no 02561, à Louga (6e armée) ;
- 14e brigade d'artillerie de la Garde « du Kalmious », à Snijne (1er corps d'armée, ex milice populaire de la RPD) ;
- 17e brigade d'artillerie de la Garde (3e corps d'armée) ;
- 30e brigade d'artillerie, no 62048, à Oulan-Oudé (36e armée) ;
- 45e brigade d'artillerie Svirskaïa (« du Svir », en référence à la guerre d'Hiver en 1940), no 31969, à Tambov (district militaire ouest) ;
- 120e brigade d'artillerie de la Garde Stalingradskaïa (« de Stalingrad », pour la bataille de Stalingrad en 1942-1943), no 59361, à Iourga (41e armée) ;
- 165e brigade d'artillerie de la Garde Prajskaïa (« de Praga », pour sa prise septembre 1944, en banlieue de Varsovie), no 02901, à Belogorsk dans l'oblast de l'Amour (35e armée) ;
- 200e brigade d'artillerie, no 48271, à Gorny dans le kraï de Transbaïkalie (29e armée) ;
- 227e brigade d'artillerie Tallinskaïa (de « Tallinn », pour sa reconquête en septembre 1944), no 13714, à Maïkop en Adyguée (49e armée) ;
- 236e brigade d'artillerie de la Garde, no 53195, à Kolomna (20e armée) ;
- 238e brigade d'artillerie de la Garde, à Korenovsk (8e armée) ;
- 244e brigade d'artillerie Nemanskaïa (« du Niémen », pour sa participation à l'offensive de Vilnius en juillet 1944), no 41603, à Kaliningrad (11e corps) ;
- 288e brigade d'artillerie Varchavsko-Brandenbourgskaïa (« de Varsovie et du Brandebourg », pour leur conquête en 1945), no 30683, à Moulino (1re armée) ;
- 291e brigade d'artillerie de la Garde, no 64670, à Troitskaïa en Ingouchie (58e armée) ;
- 305e brigade d'artillerie Gumbinnenskaïa (« de Gumbinnen », pour sa conquête en janvier 1945), no 39255, à Oussouriïsk / Pokrovka (5e armée) ;
- 385e brigade d'artillerie de la Garde Odesskaïa (« Odessa », pour sa reprise lors de l'offensive Dniepr-Carpates en avril 1944), no 32755, à Tolskoïe dans l'oblast d'Orenbourg (2e armée) ;
- la brigade d'artillerie du 2e corps d'armée (ex milice populaire de la RPL), à Louhansk.

### Unités de lance-roquettes
- 79e brigade de lance-roquettes de la Garde Novozybkovskaïa (« de Novozybkov », pour sa reprise en septembre 1943), no 53956, à Tver (district militaire ouest) ;
- 232e brigade de lance-roquettes de la Garde Prajskaïa (« de Prague », pour l'offensive Prague en mai 1945), no 31643, à Tchebarkoul (district militaire central) ;
- 338e brigade de lance-roquettes de la Garde Dvinskaïa (« de Dvinsk », nom russe de la ville lettonne de Daugavpils, reprise en juillet 1944), no 57367, près d'Oussouriïsk (district militaire est) ;
- 439e brigade de lance-roquettes de la Garde Perekopskaïa (« de Perekop », pour l'offensive de Crimée en avril 1944), no 48315, à Znamensk (district militaire sud) ;
- 2e détachement indépendant de lance-roquettes, à Bokhtar au Tadjikistan ;
- 312e détachement indépendant de lance-roquettes, à Dachnoïe sur l'île de Sakhaline.

### Unités de missiles antiaériens
Les unités antiaériennes dépendent d'une branche à part des forces terrestres.

### Brigades de missiles
- 1re brigade de missiles de la Garde Orchanskaïa (« d'Orcha », pour l'offensive Vitebsk-Orcha en juin 1944), no 31853, à Molkino dans le kraï de Krasnodar (49e armée) ;
- 3e brigade de missiles, no 33558, à Gorny ex Tchita-46 (29e armée) ;
- 12e brigade de missiles, no 25788, à Mozdok (58e armée) ;
- 20e brigade de missiles de la Garde Berlinskaïa (« de Berlin »), no 92088, à Spassk-Dalni (5e armée) ;
- 26e brigade de missiles, no 54006, à Louga (6e armée) ;
- 47e brigade de missiles, no 33166, à Dyadkovskaïa dans le kraï de Krasnodar (8e armée) ;
- 92e brigade de missiles, no 30785, à Totskoïe dans l'oblast d'Orenbourg (2e armée ;
- 103e brigade de missiles, no 47130, à Oulan-Oudé (36e armée) ;
- 107e brigade de missiles Moeyrskaïa (« de Mozyr », pour sa reprise en janvier 1944), no 47062, à Birobidjan dans l'oblast autonome juif (35e armée) ;
- 112e brigade de missiles de la Garde Novorossiïskaïa (« de Novorossiïsk », pour sa reprise en septembre 1943), no 03333, à Chouïa (1re armée) ;
- 119e brigade de missiles, no 49547, à Abakan (41e armée) ;
- 152e brigade de missiles de la Garde Brestsko-Varchavskaïa (« de Brest et de Varsovie », pour leur conquête en juillet 1944 et janvier 1945), no 54229, à Tcherniakhovsk (11e corps) ;
- 448e brigade de missiles nommée en l'honneur de Sergueï Nepobedimi (le concepteur du Totchka), no 35535, à Koursk (20e armée).

### Unités d'artillerie côtière
Les troupes de missiles et d'artillerie côtiers dépendent de la marine russe.

### Dépôts de munitions
- 51e arsenal, Barsovo, raïon de Kirjatch, oblast de Vladimir.

## Commandants
- Colonel-général Nikolaï Dimidiouk (1991-1997)[3]
- Colonel-général Mikhaïl Karatouev (1997-2001)[3]
- Colonel-général Vladimir Zaroutsky (2001-2008)[3]
- Lieutenant-général Sergueï Bogatinov (2009-2010)[3]
- Lieutenant-général Mikhaïl Matveïevsky (2010- ?)[3]